# Eugène Brands

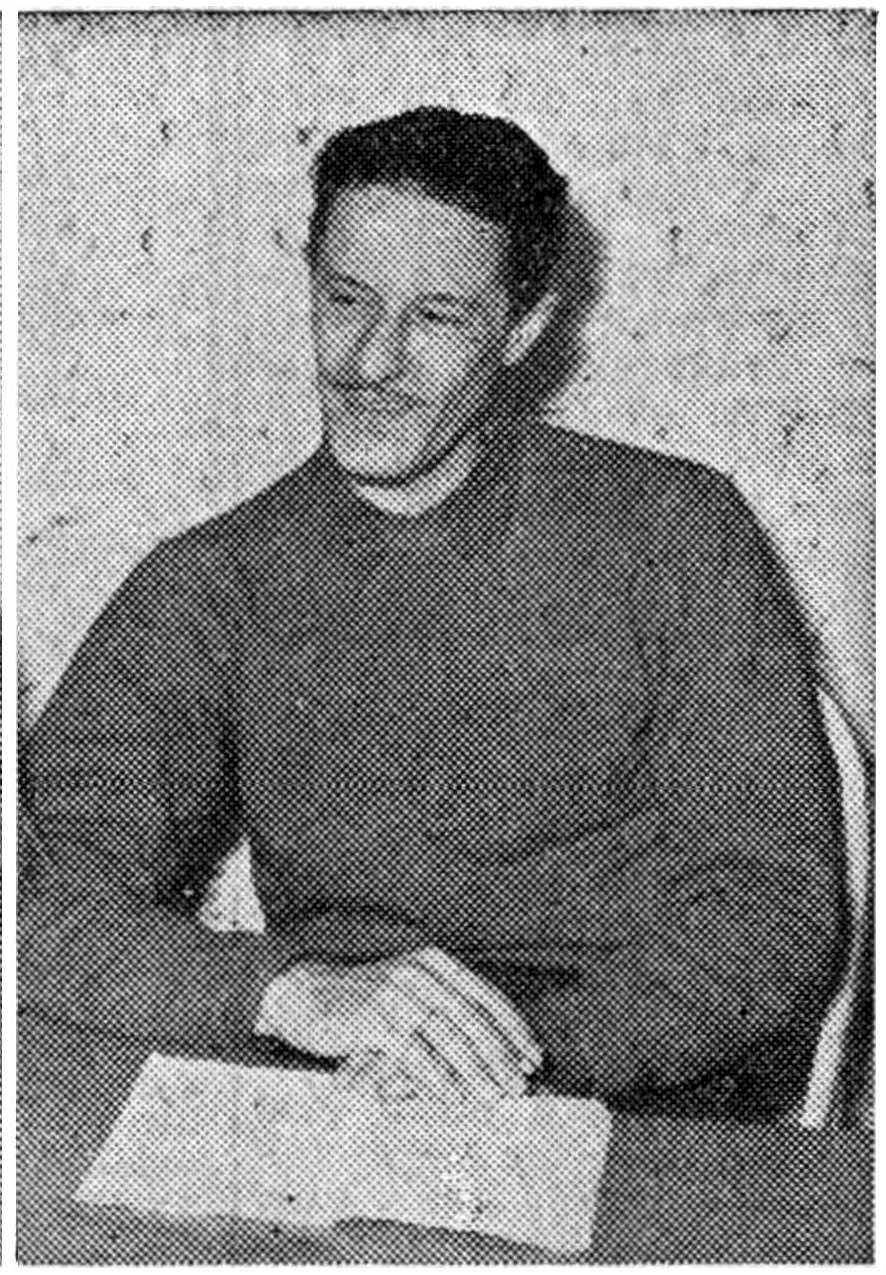
Eugène Brands, 1952

Eugène Brands (* 15. Januar 1913 in Amsterdam; † 15. Januar 2002 ebenda) war ein niederländischer Maler und Mitglied der Künstlervereinigung CoBrA. 

## Leben und Werk
Eugène Brands besuchte von 1927 bis 1931 die Handelsschule in Amsterdam. Anschließend studierte er bis 1934 Werbedesign an der Kunstnijverheidsschool in Amsterdam. Nach kurzfristigen Anstellungen in der Werbeindustrie fällt sein endgültiger Entschluss, Künstler zu werden. 
1939 hatte Eugène Brands seine erste Ausstellung im Rathaus von Zandvoort. 1946 nahm Eugène Brands teil an der Ausstellung Jonge Schilders/Junge Maler im Stedelijk Museum und knüpfte neue Kontakte mit Karel Appel und Corneille. 1948 trat Brands der Experimentele Groep in Holland bei und wurde später ein wichtiges Mitglied von CoBrA. Die Begegnung von Eugène Brands und Willem Sandberg, dem damaligen Direktor des Stedelijk Museum in Amsterdam, führt zu der großen Ausstellung 1949, bei der sich die Vereinigung CoBrA dem niederländischen Publikum präsentiert. Nach einem Jahr verlässt Brands CoBrA und zieht sich für die folgenden 10 Jahre in sein Atelier zurück. Ab 1960 gab er allmählich die figurativen Darstellung zugunsten der Abstraktion auf. 1976 wurde er als Lehrer an die Kunstakademie von ’s-Hertogenbosch berufen.

„Eugène Brands […] durchläuft als Autodidakt eine höchst individualistische Entwicklung. 1939/1940 arbeitet er mit surrealistischen objets trouvés. Während des Krieges experimentiert er mit informellen Tusch- und Aquarelltechniken. Ihn leitet der Drang in allen Erscheinungen das Magische aufspüren zu wollen, zur Kunst der Naturvölker, deren Musik und rituelle Gegenstände er schon früh zu sammeln beginnt. [...] Als Eugène Brands sein kurzes Gastspiel bei COBRA gab, folgte er der lyrischen Abstraktion. Die Entdeckung der Kinderzeichnungen im Jahr 1950, der Zeit seiner größten Nähe zu COBRA, führte zu dem Versuch, vor allem deren Zauber herauszupräparieren und im Bild festzuhalten. Bis 1960 entstand in Ölfarben auf Papier und Leinwand eine reichhaltige Motivwelt rätselhafter Zeichen: Schloß und Schlüssel, Pfeile, Beine, die von oben herab in die Komposition wandern, Hände, frei schwebende Schiffe und anderes. Diese geheimnisvolle Symbolik baut er immer weiter aus, mal abstrakt, mal surreal.“